# Dơi lá Nam Á
Dơi lá Nam Á (danh pháp hai phần: Rhinolophus stheno) là loài động vật có vú trong họ Dơi lá mũi, bộ Dơi. Loài này được K. Andersen mô tả năm 1905.